# Yasmin Benoit
Yasmin Benoit (* 10. června 1996) je anglická modelka, aktivistka a spisovatelka. Propaguje viditelnost asexuality, aromantismu a LGBTQ+ lidí tmavé pleti, věnuje se modelingu spodního prádla a alternativnímu modelingu. Časopis Aislin Magazine uvedl: „Yasmin Benoit se v branži alternativního modelingu, dominované běloškami, stala jednou z nejprominentnějších britských alternativních modelek černé pleti.“

## Raný život
Benoit pochází z města Reading v hrabství Berkshire. Je trinidadského, jamajského a barbadoského původu. Studovala na Reading Girls' School a Padworth College. Na St Mary's University v Twickenhamu obdržela bakalářský titul v oboru sociologie a na University College London magisterský titul v oboru kriminalistiky.
Od svých 9 let si byla vědoma, že nepociťuje sexuální ani romantickou přitažlivost vůči nikomu, ačkoli tehdy neměla k dispozici příslušnou terminologii. Rozhodla se navštěvovat dívčí školu z přesvědčení, že nepřítomnost chlapců sníží riziko pohlavního styku a romantické vztahy budou méně častým konverzačním tématem. „Udělala jsem hroznou chybu,“ vyjádřila se ke svému rozhodnutí později. Rozhovory o vztazích byly ve škole časté a Benoit byla následkem své nezúčastněnosti hanlivě označována za lesbu nebo oběť sexuálního zneužívání.
O existenci asexuality se Benoit dozvěděla na střední škole; za součást své identity ji však přijala až po pozdějších rozhovorech s jinými asexuály on-line a po zahájení kariéry aktivistky.

## Kariéra
S modelingem Benoit začala v 16 letech. Už od počátku se soustředila na alternativní modeling, navzdory výrazně eurocentrickým standardům přítomným v tomto průmyslu. Do širšího povědomí vstoupila v roce 2015 při modelingu pro skotskou značku CRMC. Její pozdější klientelu zahrnovaly značky Love Sick London, Dethkult Clothing, Seduced By Lilith, Kuki London, Pin Up Girl Clothing a Teen Hearts. V březnu 2018 spolupracovala s gotickou módní značkou Gothic Lamb, vedenou Afroameričany.
V roce 2018 účinkovala v dokumentárním pořadu o asexualitě na BBC Three, který později zkritizovala za jeho zkreslené podání asexuálů jakožto osamělých, nemilovaných osob. V únoru 2019 vystoupila v dokumentárním pořadu o asexualitě na Sky News, v němž se vyjádřila ke svému povolání jakožto modelka spodního prádla: „Jsem tu doslova jen proto, abych předváděla oblečení, aby vypadalo dobře. Nesnažím se prodat sebe, snažím se prodat výrobek.“
Benoit psala pro několik publikací, včetně HuffPost UK, a přednášela na množství akcí a univerzit, včetně Cambridgeské univerzity, Britské konference o asexualitě v roce 2018, Reading Pride, King's College London v únoru 2019 a akce National Student Pride.
V lednu 2019 napsala článek pro časopis Qwear Fashion, ve němž představila hashtag #ThisIsWhatAsexualLooksLike („Takto vypadá asexuál“). V rozhovoru s irským periodikem Sunday Independent uvedla, že hashtag byl vytvořen v reakci na tvrzení, že Benoit „nevypadá jako asexuálka”, se kterým se po svém coming outu často setkávala. Benoit povzbuzuje ostatní lidi na asexuálním spektru, aby pomocí jejího hashtagu poukázali na rozmanitost asexuální komunity, která je v médiích nedostatečně zastoupena. Pro sdílení příspěvků pod tímto hashtagem vznikl instagramový účet ThisIsWhatAsexualLooksLike, který je Benoit sledován (ne však spravován).
V roce 2019 ve spolupráci s Asexual Visibility and Education Network (AVEN), Budweiser a Revolt London otevřela Benoit v Londýně první asexuální bar. Ve stejném roce předváděla oblečení na mole londýnské Queer Fashion Show a byla hostem pražského Pride festivalu. V říjnu se stala členkou představenstva společnosti AVEN. Byla tváří prosincového vydání časopisu Attitude s názvem The Activists a stala se tak první otevřeně asexuální ženou, která se objevila na obálce britského časopisu.
Na počátku roku 2020 účinkovala v rozhlasovém pořadu England Unwrapped, kde vedla s asexuály a asexuálkami rozhovory o jejich zkušenostech s asexualitou v každodenním životě. Epizoda byla původně vysílána na stanici BBC Radio Berkshire a později zveřejněna na BBC Sounds.
V únoru 2021 oznámila svou spolupráci s AVEN a dalšími aktivisty a aktivistkami na založení Mezinárodního dne asexuality, který se poprvé konal 6. dubna 2021.
V červnu 2021 obdržela Yasmin Benoit jakožto první asexuální aktivistka cenu Attitude Pride časopisu Attitude.

## Osobní život
Benoit je asexuální aromantička. „Možná nejsem jedno z prvních čtyř písmen, ale s heterosexualitou se neztotožňuji ani v nejmenším," uvedla v rozhovoru pro The Nopebook v březnu 2019. Svoji orientaci veřejně sdělila v roce 2017 v YouTube videu s titulem Things Asexual Girls Don't Like to Hear („Věci, které se asexuálním dívkám špatně poslouchají“). Tímto videem zároveň zahájila svou kariéru aktivistky.
Otevřeně se vyjádřila o svých zkušenostech jakožto asexuální modelka spodního prádla. Jejím cílem je rozptýlit mýty a stereotypy, jimiž je asexualita a aromantičnost opředena. Propaguje rovněž viditelnost rozmanitých příběhů v rámci asexuální a aromatické komunity.